# Агіриш
Агіри́ш (рос. Агириш) — селище міського типу у складі Совєтського району Ханти-Мансійського автономного округу Тюменської області, Росія. Адміністративний центр та єдиний населений пункт Агіріського міського поселення.
Населення — 2296 осіб (2017, 2856 у 2010, 2831 у 2002).
Стара назва — Акриш.